# Старое Грязное
Старое Грязное — село в Сосновском районе Тамбовской области России. Входит в состав Грязновского сельсовета.

## География
Старое Грязное расположен в пределах Окско-Донской равнине, вблизи реки Грязнушка.
Климат
Находится, как и весь район, в умеренном климатическом поясе, и входит в состав континентальной климатической области Восточно-Европейской Равнины. В среднем, в год выпадает от 350 до 450 мм осадков. Весной, летом и осенью преобладают западные и южные ветра, зимой — северные и северо-восточные. Средняя скорость ветра 4-5 м/с.

## Население
| 2010 |
| ---- |
| 459  |

## Инфраструктура
Дом культуры.
Дети учатся в филиале МБОУ Сосновской средней общеобразовательной школы № 2 в селе Новое Грязное.

## Транспорт
Остановки общественного транспорта «Старое Грязное», «Верхнее Грязное».